# La Goleta, delstaten Mexiko
La Goleta är en ort i kommunen Soyaniquilpan de Juárez i delstaten Mexiko i Mexiko. Samhället hade 259 invånare vid folkräkningen 2020.